# Lamayuru-Kloster

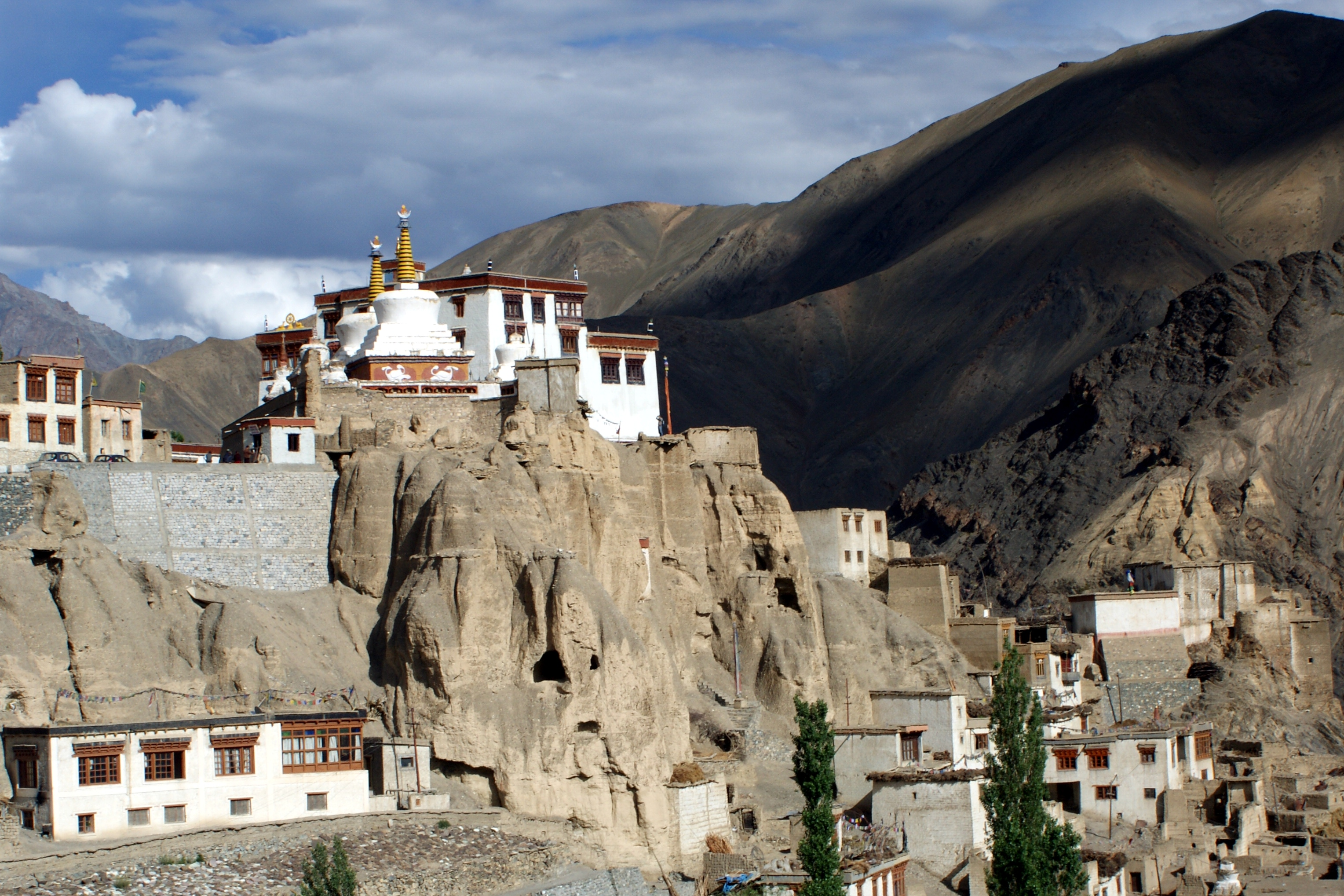
Das Lamayuru-Kloster von Westen

Das Lamayuru-Kloster oder Yuru-Kloster (tibetisch བླ་མ་གཡུང་དྲུང་དགོན་པ་ Wylie bla ma gyung drung dgon pa „Ewiges Kloster“, Urdu >لمیرو گومپ) ist ein tibetisches buddhistisches Kloster in Lamayuru, Ladakh, Indien. Es liegt am National Highway 1D 15 km östlich des Fotu La auf einer Höhe von 3.510 m.

## Geschichte
Das Lamayuru-Kloster war nach der mündlichen Überlieferung ursprünglich das bedeutendste Bönkloster in Ladakh. Sein Name bedeutet Swastika, ein beliebtes Bönsymbol für Ewigkeit. Yungdrung ist der Name der beliebtesten Schule des Bön. Gegenwärtig ist es mit der Drikung-Kagyu-Schule des Buddhismus verbunden.
Die Drikung-Geschichte sagt, dass Naropa (956–1041) das Kloster gegründet habe, nachdem er dafür gesorgt hatte, dass ein See, der das Tal ausfüllte, austrocknete. Das älteste Gebäude des Klosters ist der Seng-ge-sgang-Tempel am südlichen Ende des Lamayuru-Felsen. Der Tempel wird dem Mönch Rinchen Sangpo (958–1055) zugeschrieben. Rinchen Sangpo war vom König von Ladakh damit beauftragt worden, 108 Gompas zu errichten. Fraglos sind viele Gompas in Ladakh, dem Tal des Spiti und der angrenzenden Umgebung aus dieser Zeit.
Das Kloster bestand ursprünglich aus fünf Gebäuden, und Reste der vier Eckgebäude sind heute noch zu sehen.
Lamayuru ist eines der größten und ältesten Klöster Ladakhs. Heute leben etwa 150 Mönche im Kloster. In der Vergangenheit waren es bis zu 400 Mönche, von denen viele in Klöstern in der nahen Umgebung lebten.
In Lamayuru finden jährlich zwei Cham-Mysterien Feste jeweils im zweiten und fünften Monat des tibetischen Mondkalenders statt. Dann versammeln sich alle Mönche der umliegenden Klöster, um gemeinsam zu beten.
Das nahegelegene Wanla-Kloster ist ein Unterkloster des Lamayuru-Klosters.

## Galerie

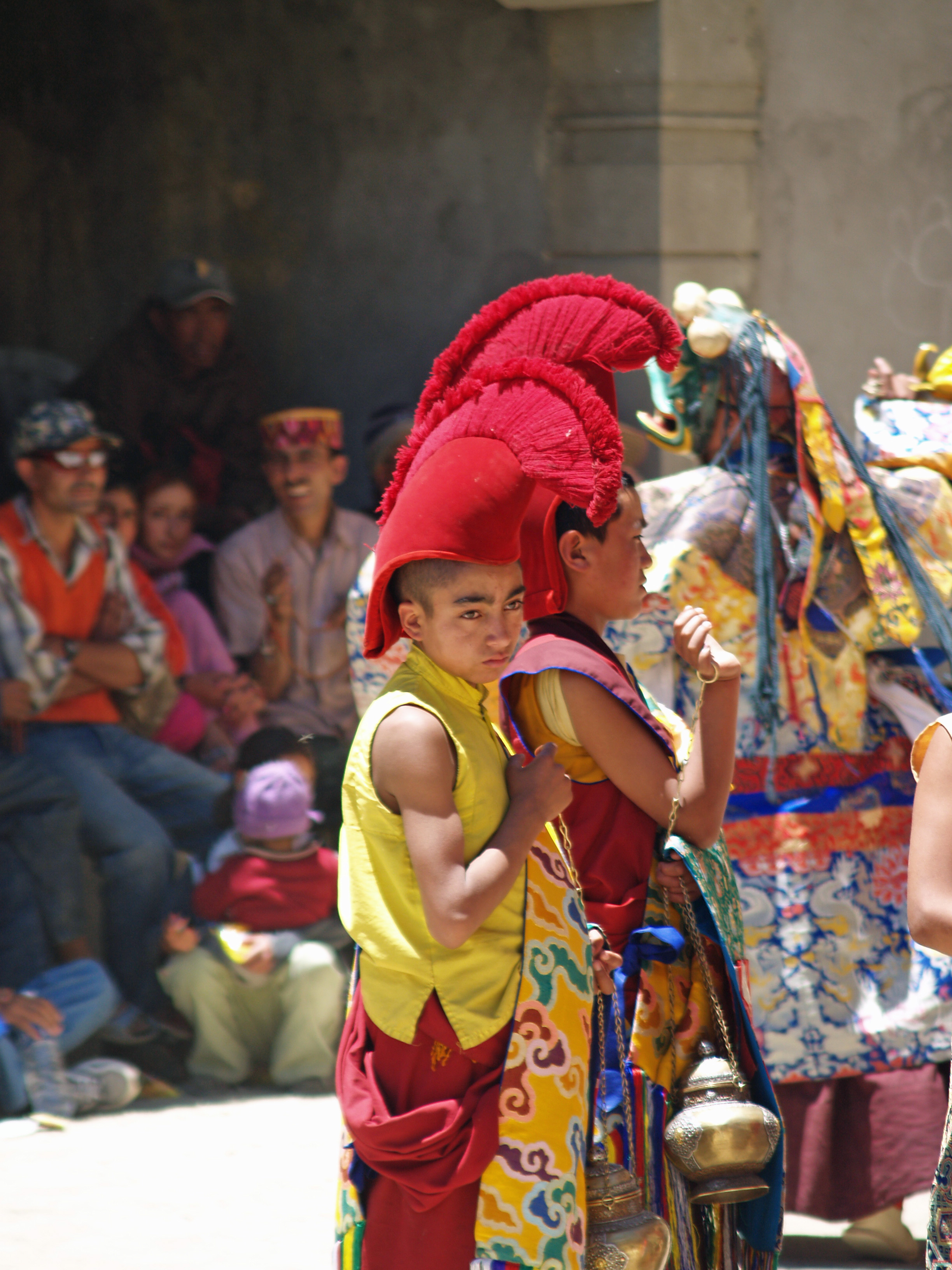
Buddhistischer Mönch
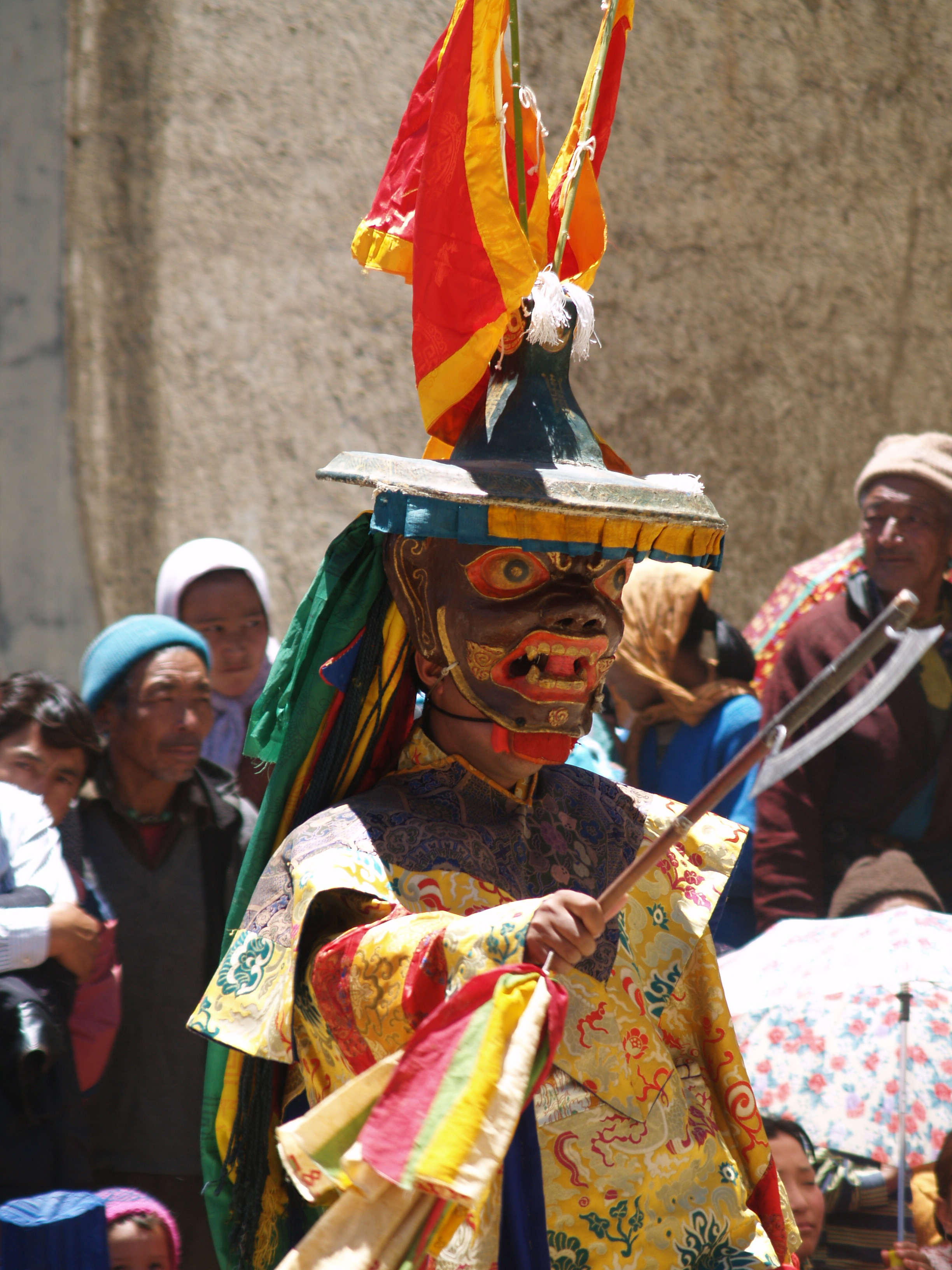
Maskierter Tänzer
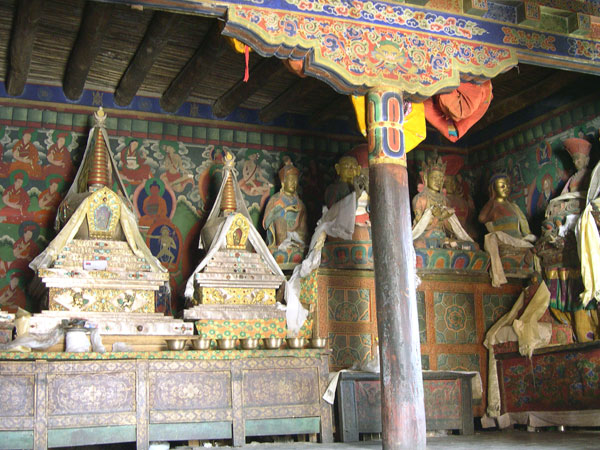
Altäre und Statuen
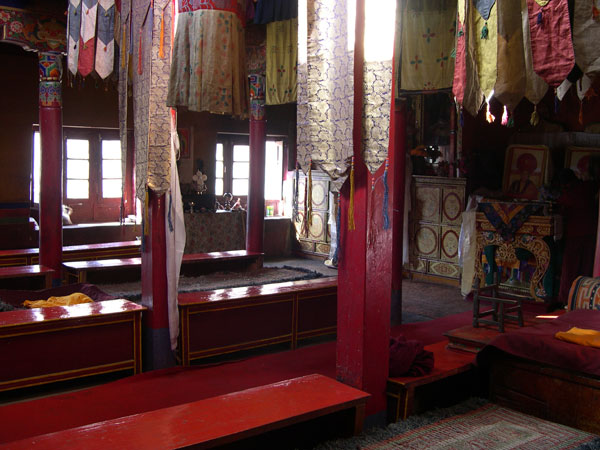
Meditationsraum
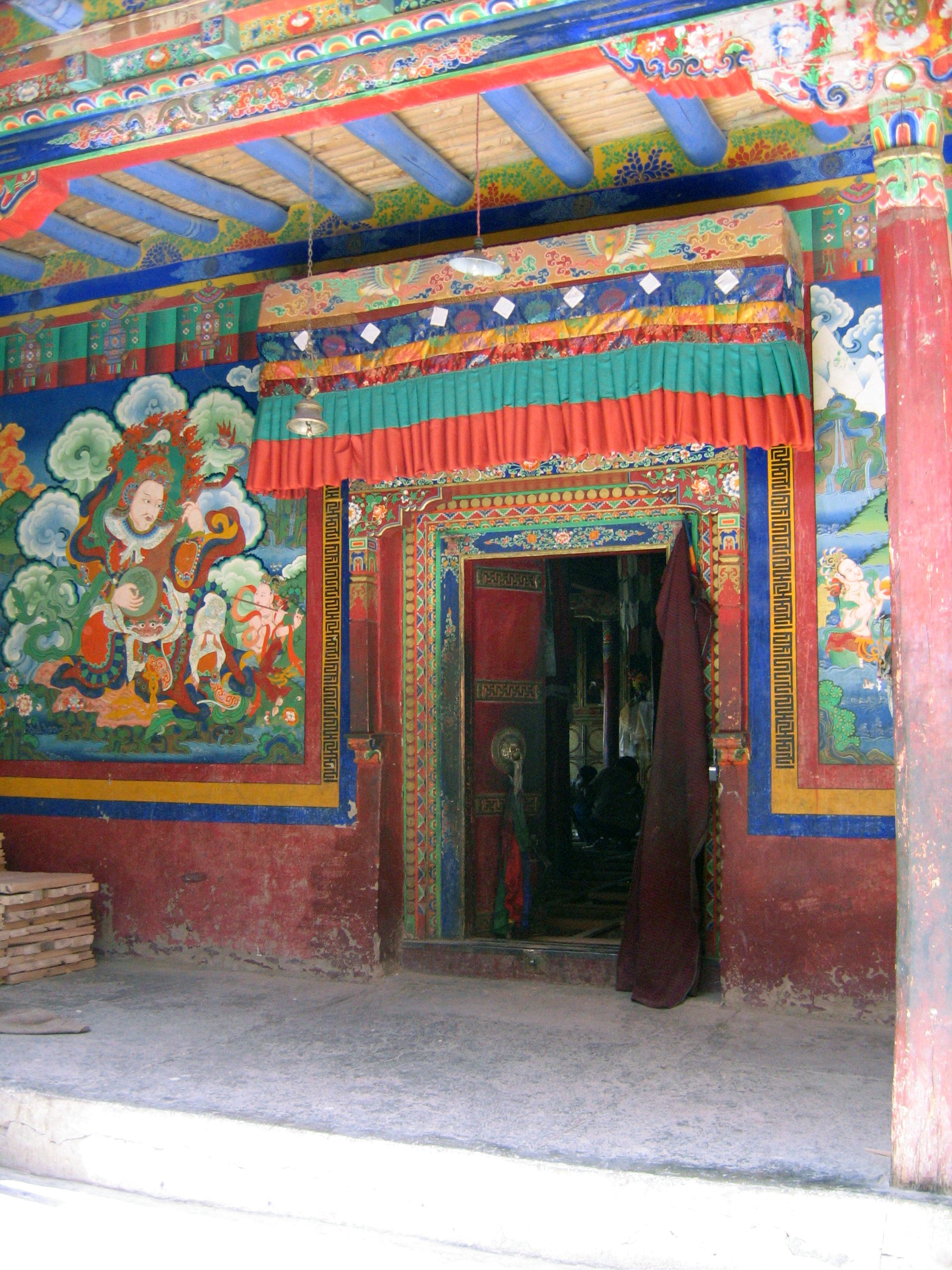
Portal und Fresken
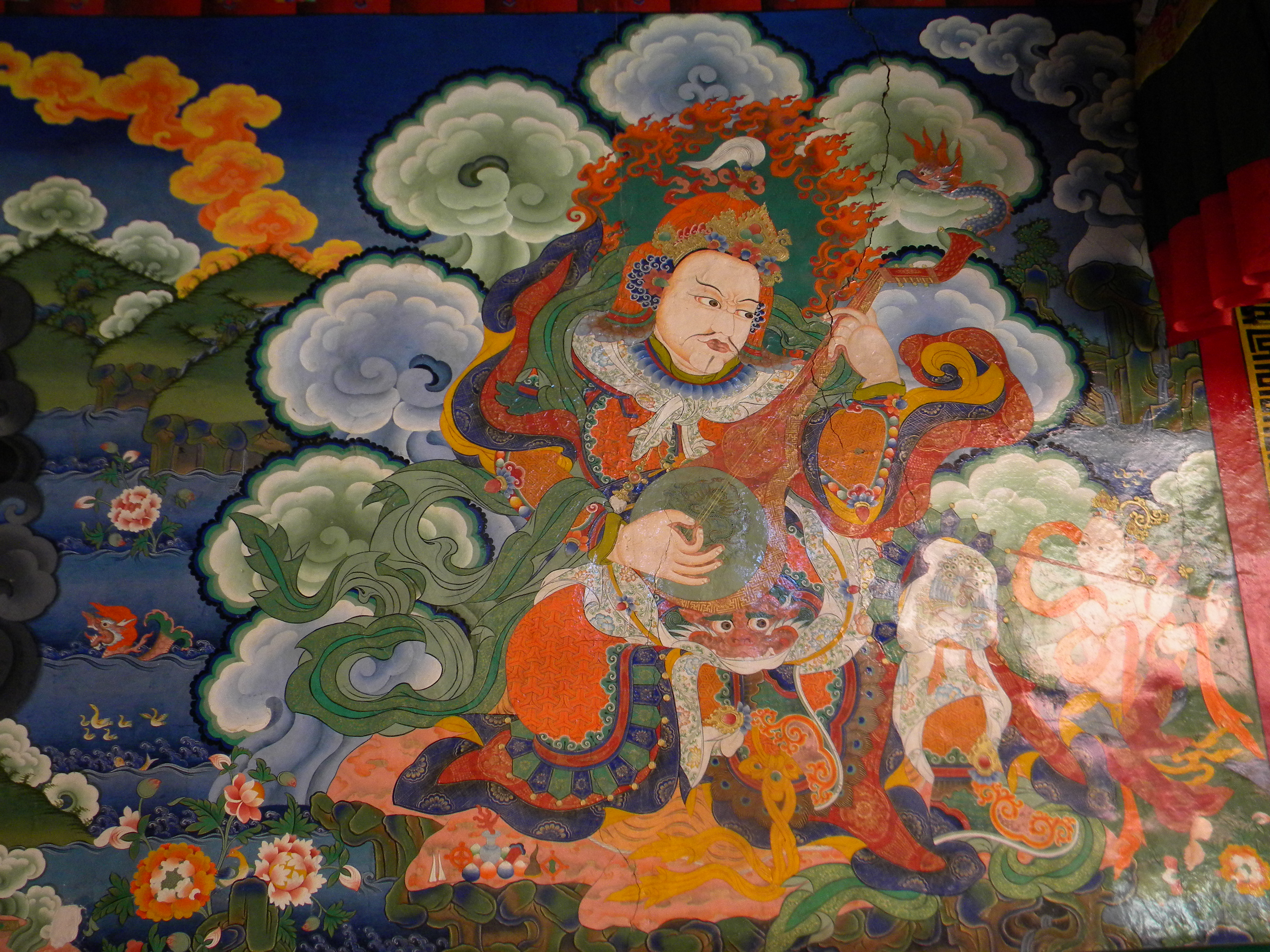
König Yulkhor Sung
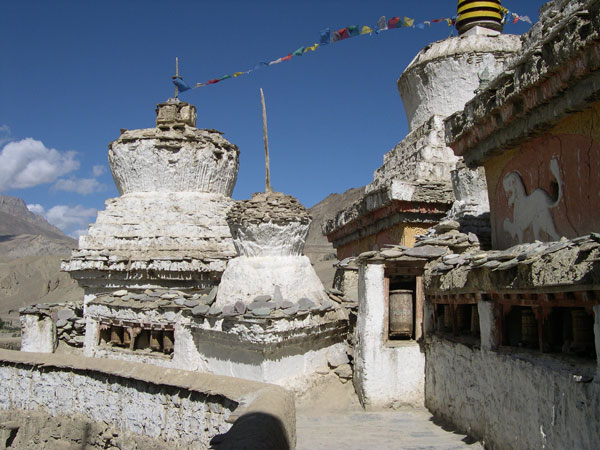
Stupas und Gebetsmühlen
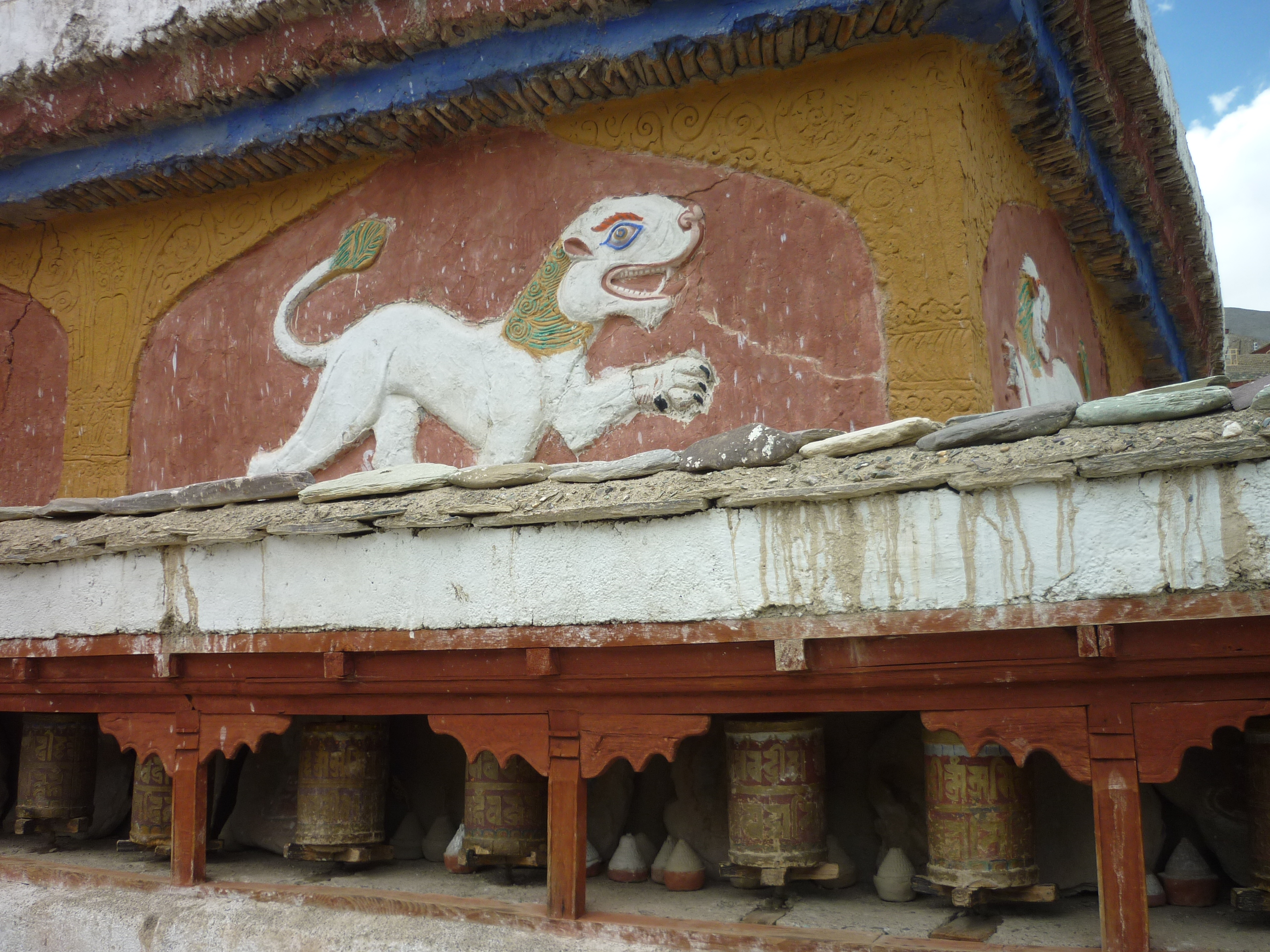
Reliefs und Gebetsmühlen
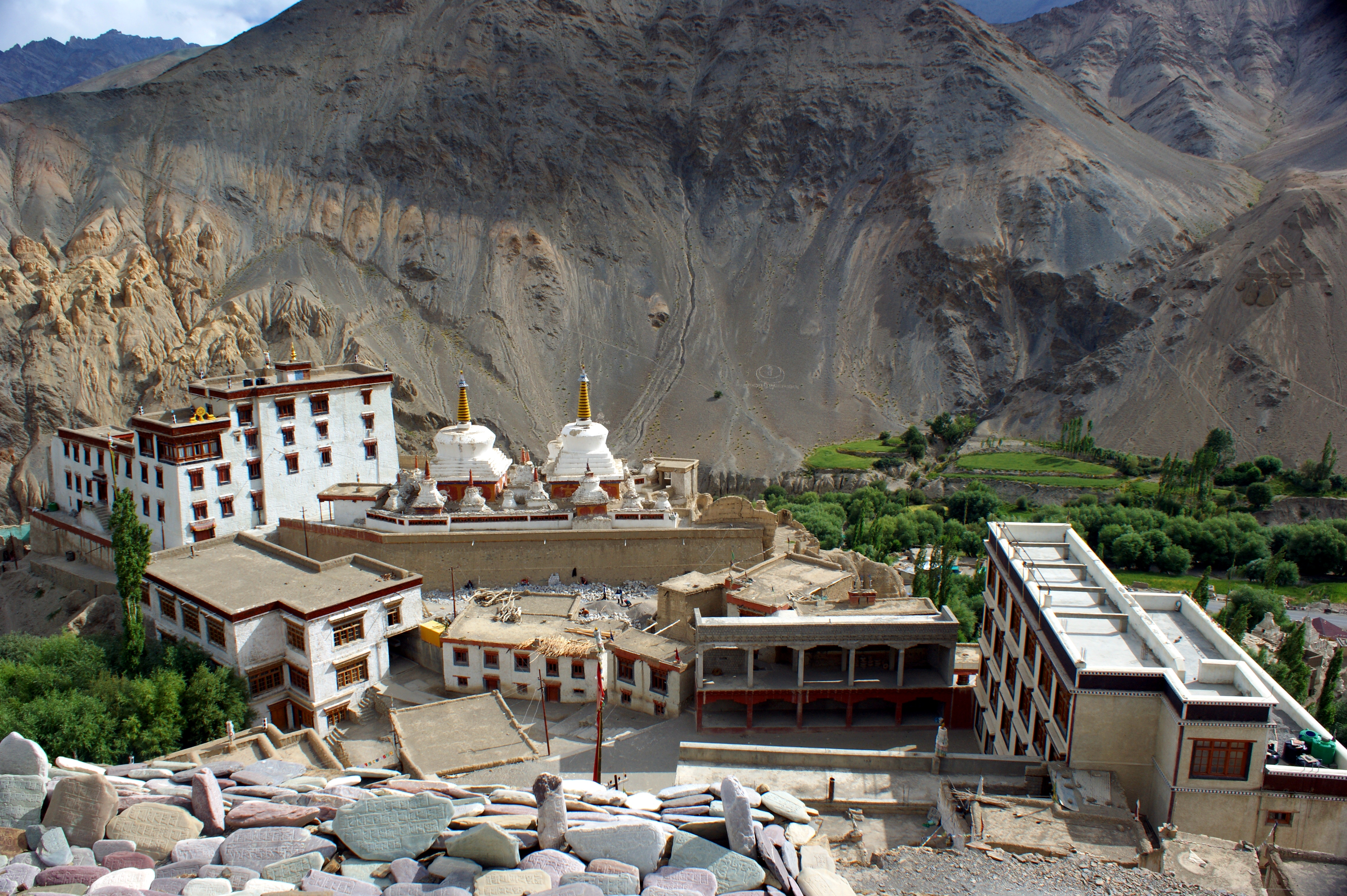
Ansicht von oben